# Záhoří (ort i Tjeckien, lat 50,61, long 15,27)
Záhoří är en ort i Tjeckien. Den ligger i den norra delen av landet, 80 km nordost om huvudstaden Prag. Záhoří ligger 488 meter över havet och antalet invånare är 500.
Terrängen runt Záhoří är lite kuperad. Runt Záhoří är det ganska tätbefolkat, med 96 invånare per kvadratkilometer. Närmaste större samhälle är Jablonec nad Nisou, 14,5 km nordväst om Záhoří. Omgivningarna runt Záhoří är en mosaik av jordbruksmark och naturlig växtlighet.